# Султангазин, Дин-Мухамед Ханкожаевич

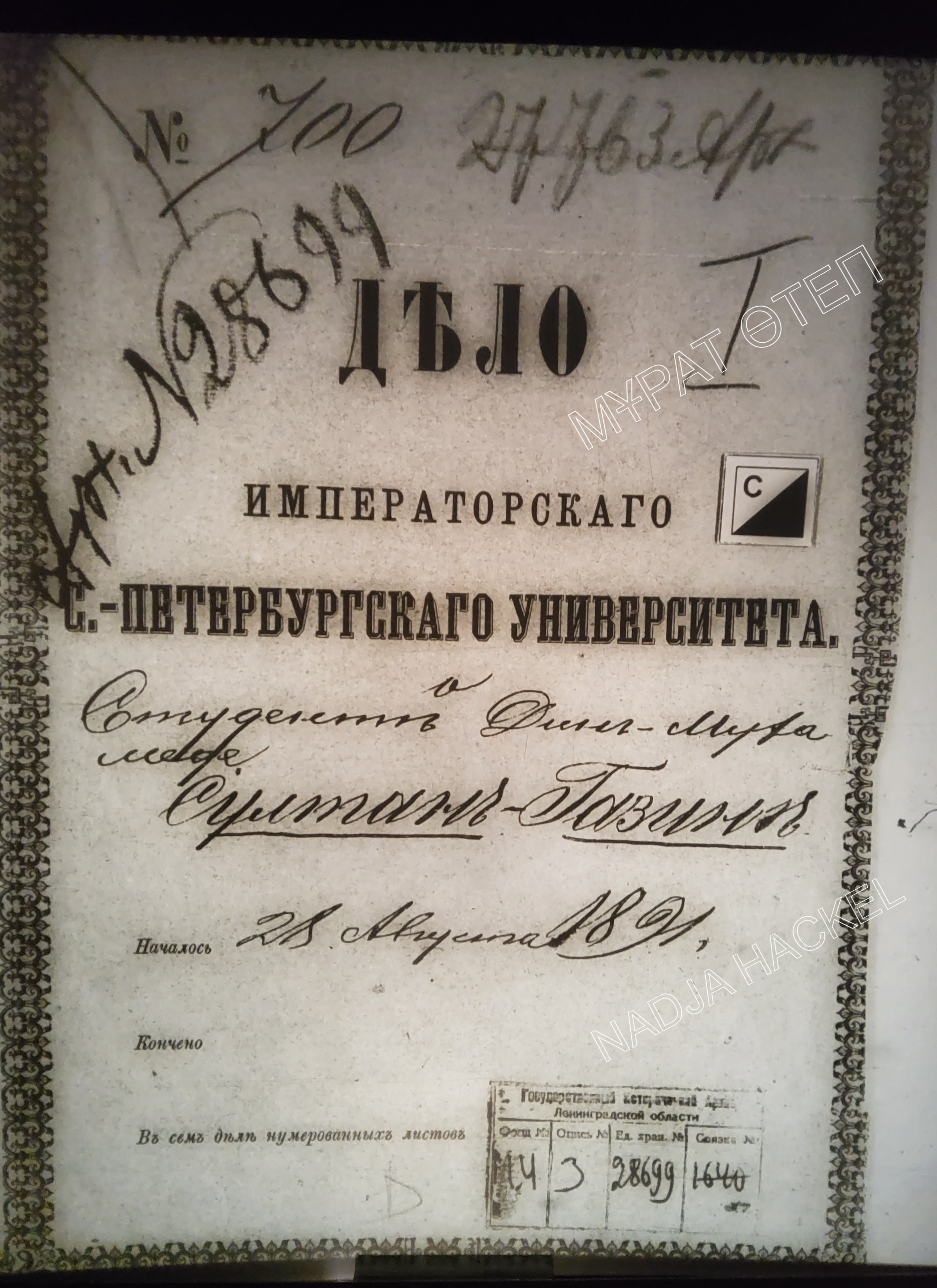
Личное дело студента Санкт-Петербургского университета Дин-Мухаммеда Султангазина

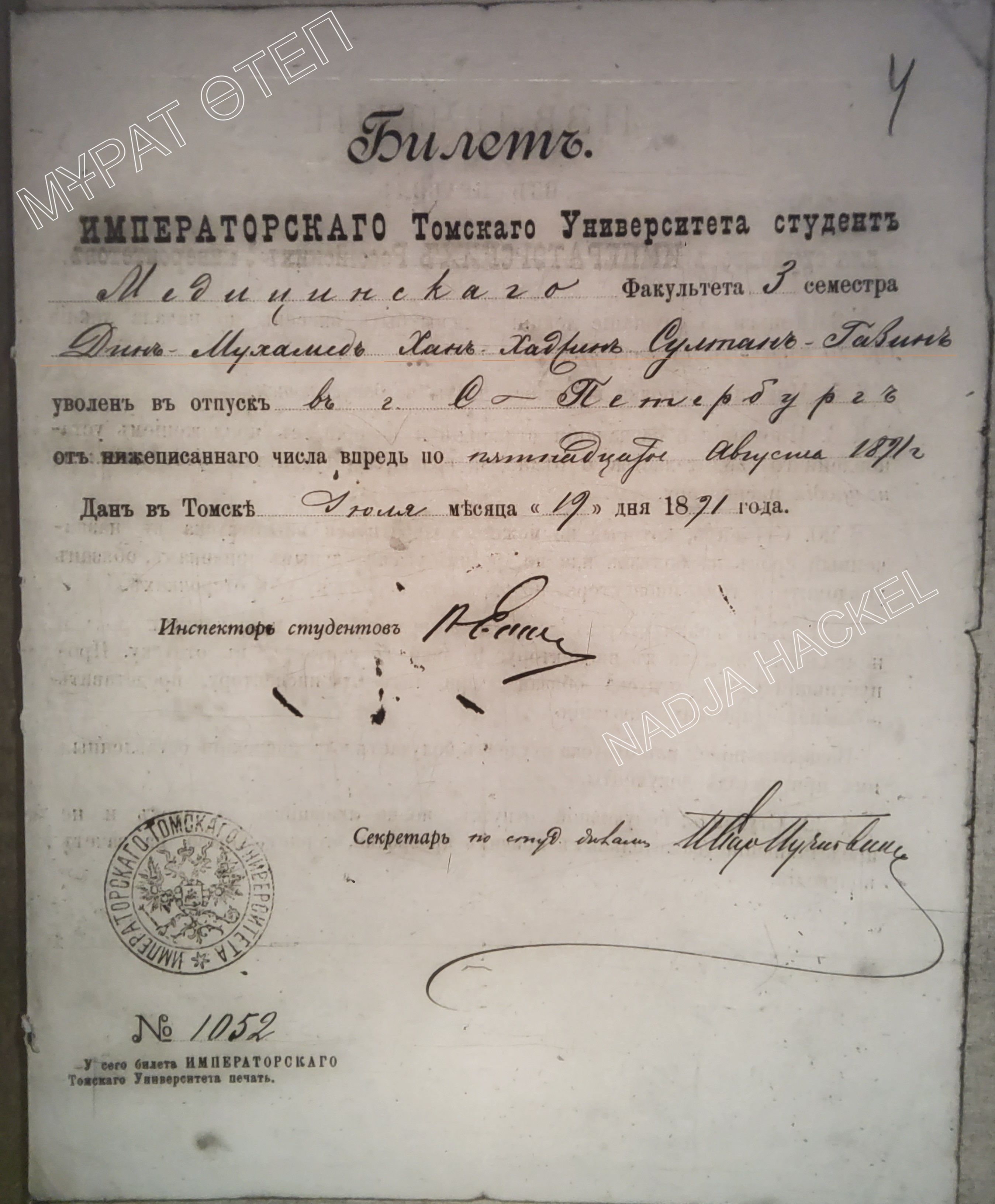
Студенческий билет Томского университета Дин-Мухамеда Султангазина

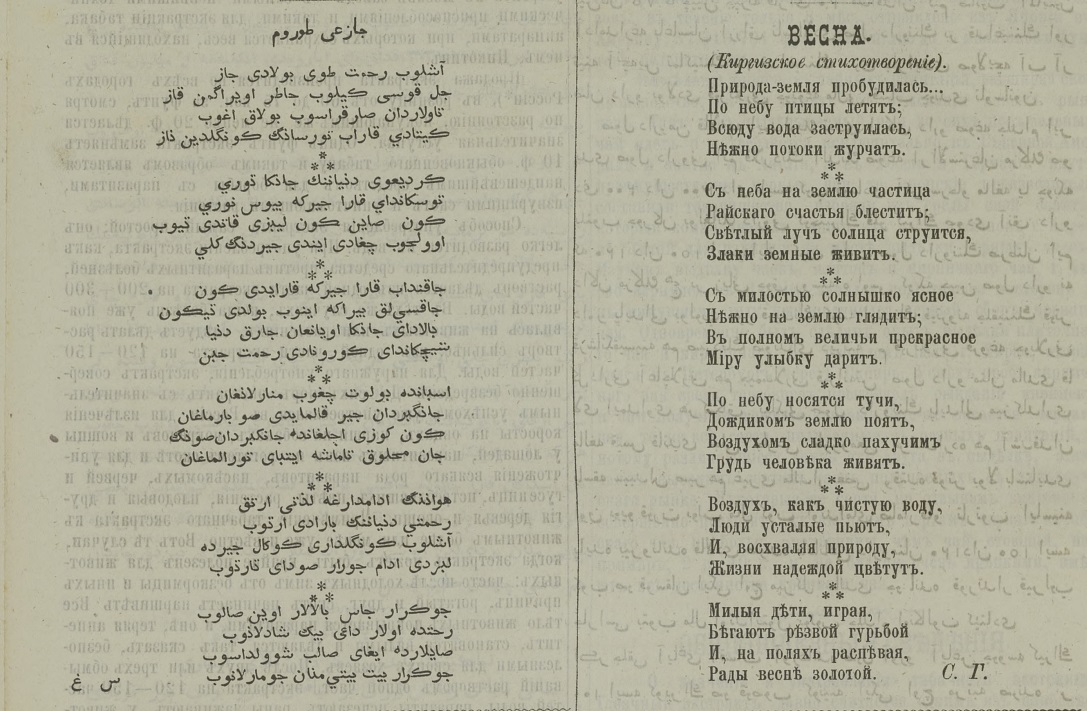
Стихи Весна в газете Акмолинские ведомости

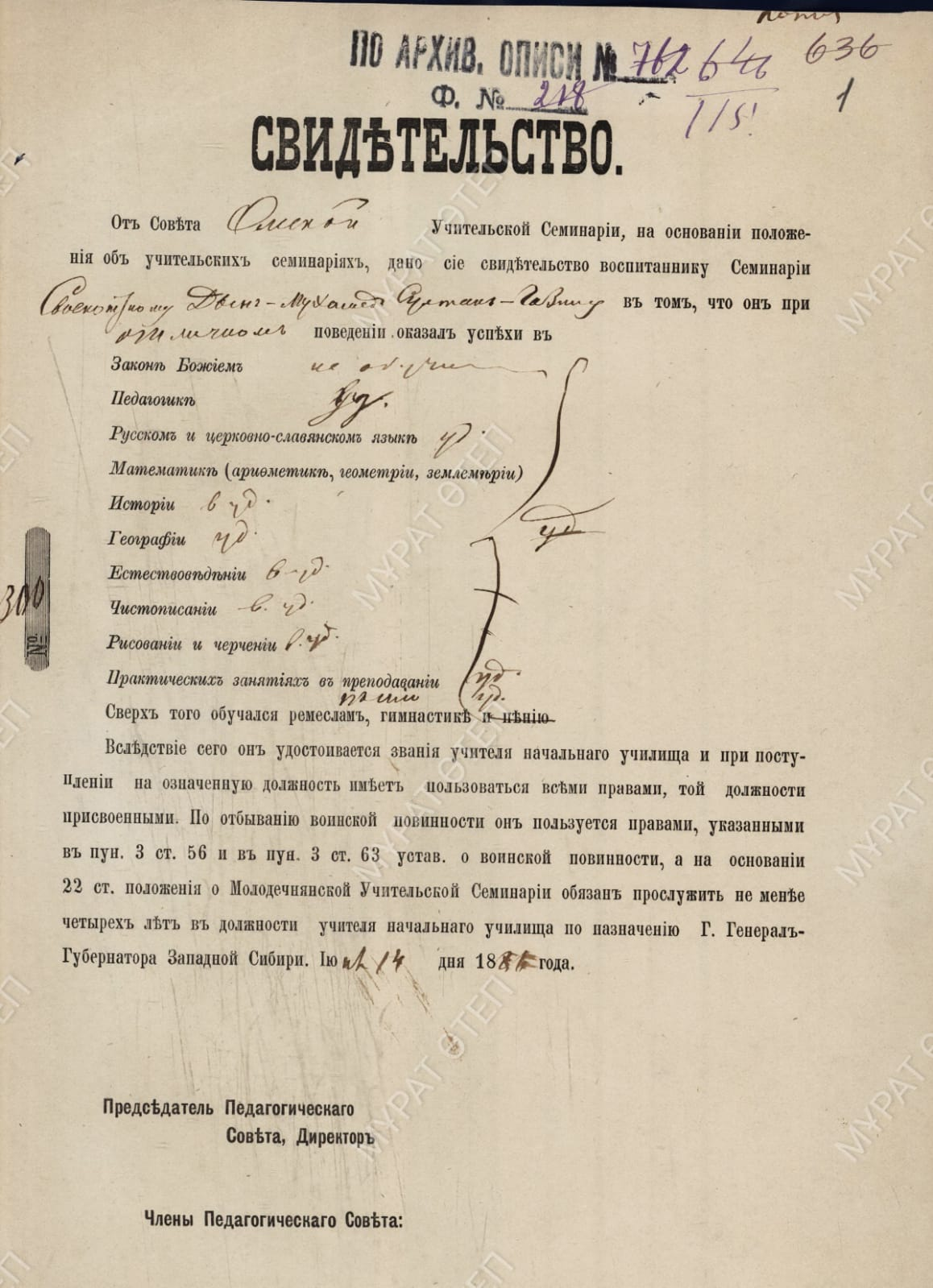
Личное дело Динмухамеда в Омской учительской семинарии

Динмухамед Ханкожаевич Султангазин (10 марта 1867, Каркаралинский уезд — 1917, Баку) — один из основоположников казахской национальной журналистики.

## Биография
Родился 10 марта 1867 года в Токраунской волости Каркаралинского уезда (ныне — Актогайский район). Происходит из рода торе. Родословная линия Динмухамеда начинается от отца которого звали Ханкожа, дед Динмухамеда Султангазы Букейханов также был яркой личностью в годы жизни, дальше идет его прадед Хан Среднего жуза Бокей, прапрадед Динмухамеда хан Барак. Динмухамед был троюродным дядей Алихана Букейханова. Фамилию Султангазин взял от имени деда Султангазы Бокейханова.
Динмухамед Султангазин первоначальное образование учителя начальных училищ получил в Омской мужской учительской семинарии западно-сибирского учебного округа в 1886году. После окончания которой, 10 января 1887 году был причислен в канцелярию генерал-губернатора степного края Колпаковскому Г. А. В том же году в октябре 1887 года назначается учителем общеобразовательных предметов в Семипалатинской сельскохозяйственной школе. С 1 июня 1888 года приказом по степному генерал-губернаторству назначен младшим переводчиком при канцелярии генерала Колпаковского Г. А. Работая младшим переводчиком при канцелярии Динмухамед совмещал работу в издательстве газеты «Особое прибавление Акмолинских Областных ведомостей». В одном из выпусков газеты имеются стихи под названием «Весна» в конце которых указаны инициалы С.Г.(Султан-Газин). В 1890 году Динмухамед поступил на медицинский факультет Императорского Томского университета, но на первом курсе осознал что это не его призвание и в 1891 году написал прошение на имя Министра Народного образования Российской Империи Делянова И. В., попечителя Санкт-Петербургского Императорского университета о его переводе на факультет восточных языков.
В газете «Акмолинские областные ведомости» 14 августа 1890 года сообщили: «Вчера выехал из Омска в Томск младший переводчик киргизского (казахского — автор) языка при канцелярии Степного генерал-губернатора Султан Газин для поступления с Высочайшего разрешения в число студентов Томского университета. Это уже второй киргиз (казах — автор), поступивший в университет; первый — Айтбакин — обучается на втором курсе».
В августе 1881 года, получив согласие министра, перевелся на факультет востоковедения Императорского Санкт-Петербургского университета. После окончания в 1895 г. с дипломом 1-й степени поступил на юридический факультет того же университета и в 1897 году получил второй диплом о высшем образовании по специальности юрист права. Став первым казахом, получившим два высших образования.
В 1895 году согласно записям Потанина Г. Н., его в поездку по Казахстану сопровождал молодой студент Петроградского университета Султан-Газин уроженец берегов реки Токрау, Каркаралинского округа. В данной поездке Динмухамед записывал казахские народные истории, сказки и переводил их на русский язык. Одна из истории о прямом своем предке Чингизхане опубликованных в книге Потанина Г. Н. принадлежит отцу Динмухамета султану Ханкоже.
В возрасте 30 лет квалифицированный казах, освоивший 3 специальности, владевший арабским, персидским, турецким, татарским, русским и французским языками, стал видным казахстанским публицистом и общественным деятелем. Его публицистическая деятельность особенно ярко проявилась в 1888—1890 годах, когда он работал редактором и переводчиком в газете «Акмолинские Областные ведомости», а позже в газетах «Дала Уалаяты» где публиковал свои статьи.
С 1910 года до конца своей жизни он преподавал восточные языки в религиозном центре в Баку, где обучал учащихся восточным языкам.

## Годы работы в газете «Дала Уалаяты»
В 1890 году Д. Султангазин в своей статье «Біздің қазақ тілі туралы бес-алты ауыз сөз» поднял вопрос о чистоте и ясности языка.
В 48-м номере газеты за 1888 г. была опубликована статья «Бұрынғы замандағы билердің билік қылуы». Автор русскоязычной статьи — А. Крахалева, в переводе на казахский язык — Д. Султангазин. В статье рассказывается, что в 1734 году по приказу русской царицы Анны Иван Кириллов был отправлен в Бокейскую Орду Младшего жуза для изучения традиций казахской власти.
В 12-м номере газеты за 1894 год опубликовано письмо Д. Султангазина «Разум, написанный во имя будущего». Это письмо адресовано, прежде всего, казахстанским читателям, а в конце концов — всему казахскому народу.
Султангазин перевел легенды на русский язык в 1895 году в сопровождении Г. Потанина, который приехал в Кокшетауский район Акмолинской области для сбора легенд казахского народа.

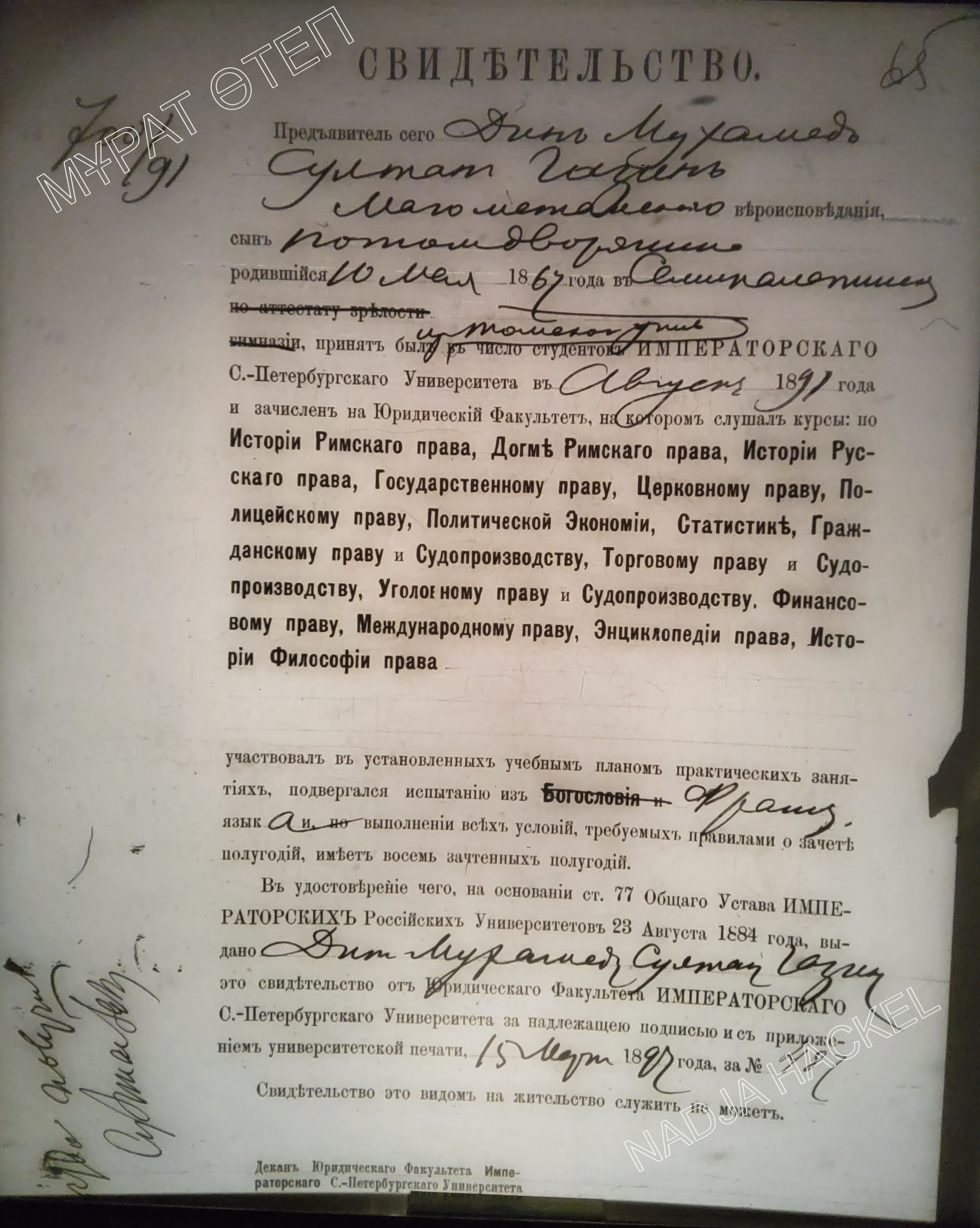
Свидетельство об окончании юридического факультета Санкт-Петербургского Имперского университета в 1897 году